# Уваров, Владимир Михайлович
Владимир Михайлович Уваров (1892—1982) — советский учёный-стоматолог, доктор медицинских наук, профессор.

## Биография
Родился в 1892 году.
В 1939 году защитил в 1-м Ленинградском медицинском институте им. акад. Павлова докторскую диссертацию «Кровоснабжение челюстей и типы некрозов при одонтогенном остеомиэлите».
На протяжении 15 лет был главным стоматологом Военно-морского флота, а с 1953 года — главным стоматологом Советской Армии. С 1940 по 1960 год — начальник кафедры челюстно-лицевой хирургии и стоматологии Военно-морской медицинской академии; с 1960 по 1971 год заведовал кафедрой терапевтической стоматологии 1-го Ленинградского медицинского института имени И. П. Павлова.
Был почётным членом Всесоюзного и Всероссийского научных обществ стоматологов. Автор более 100 научных работ, в том числе 5 монографий, соавтор 3 учебников. Под его руководством были защищены 28 кандидатских диссертаций. Был награждён орденами и медалями Советского Союза.
Умер в 1982 году.